# Mylothris arabicus
Mylothris arabicus is een vlindersoort uit de familie van de Pieridae (witjes), onderfamilie Pierinae.
Mylothris arabicus werd in 1954 beschreven door Gabriel.